# Анривиль
Анривиль (фр. Henriville) — коммуна на северо-востоке Франции в регионе Гранд-Эст (бывший Эльзас — Шампань — Арденны — Лотарингия), департамент Мозель, округ Форбак — Буле-Мозель, кантон Фремен-Мерлебак.

## Географическое положение
Анривиль расположен в 330 км к востоку от Парижа и в 50 км к востоку от Меца.

## История
- Был основан в 1608 году, назван в честь Генриха II, герцога Лотарингии. Входил в герцогство Лотарингия.

## Демография
По переписи 2011 года в коммуне проживало 713 человек.

## Достопримечательности
- Остатки древнеримской дороги.
- Церковь Сен-Матьё (1827), построена на месте бывшей церкви 1735 года.